# Otto Franke
Otto Franke (în chineză 奥托·福兰阁; n. 27 septembrie 1863, Gernrode, Saxonia-Anhalt, Germania – d. 5 august 1946, Berlin, Zona de ocupație sovietică) a fost un sinolog german.

## Biografie
Franke s-a remarcat prin activitatea sa historiografică în cinci volume, prima istorie a Chinei complet scrisă în limba germană.
Fiul său a fost sinologul Wolfgang Franke⁠(d).

## Selecție de lucrări
- Studien zur Geschichte des konfuzianischen Dogmas und der chinesischen Staatsreligion. Verlag Friedrichsen, Hamburg 1920.
- Geschichte des chinesischen Reiches. 5 Bde. Berlin 1932-1952 (Nachdruck: ISBN 3-11-017034-5)
- Erinnerungen aus zwei Welten : Randglossen zur eigenen Lebensgeschichte. De Gruyter, Berlin 1954.
- "Sagt an, ihr fremden Lande ..." Ostasienreisen. Tagebücher und Fotografien (1888-1901). Herausgegeben von Renata Fu-Sheng Franke und Wolfgang Franke. Institut Monumenta Serica, Sankt Augustin 2009 (ISBN 978-3-8050-0562-3)